# Autoroute A27 (Belgique)
Pour les articles homonymes, voir A27.
L'autoroute belge A27 (classée en tant qu'E42) est une autoroute assez sinueuse située dans la province de Liège d'axe Nord-Sud reliant Battice à la Frontière allemande.
L'autoroute dessert Verviers, le sud-est de la province de Liège et la région de Saint-Vith.

## Historique
Les travaux ont débuté durant l'année 1964, et le premier tronçon (Battice - Chaineux) a été mis en service en 1967. La partie nord entre Battice et Verviers emprunte en grande partie le site de l'ancienne ligne de chemin de fer 38A, qui était désormais désaffectée. L'autoroute fut complètement terminée en 1995 avec l'inauguration du Viaduc de l'Eau Rouge à Malmedy.
| Tronçon                              | Date de mise en service |
| ------------------------------------ | ----------------------- |
| Battice - Chaineux                   | 1967                    |
| Chaineux - Verviers                  | 1972                    |
| Verviers - Theux                     | 1977                    |
| Recht - Saint-Vith-Sud               | 1980                    |
| Theux - Spa                          | 1982                    |
| Spa - Francorchamps                  | 1984                    |
| Saint-Vith-Sud - Frontière allemande | 1984                    |
| Malmedy - Recht                      | 1985                    |
| Francorchamps - Malmedy              | 1995                    |

## Description du tracé
|    | Dénomination                          | Destinations                                           | BK   |
| -- | ------------------------------------- | ------------------------------------------------------ | ---- |
| 1  | Battice                               | Herve (Battice), Aubel                                 | 0,0  |
|    | Échangeur de Battice                  | Autoroute Bruxelles − Liège − Aix-la-Chapelle          | 0,9  |
| 2  | Chaineux                              | Herve (Chaineux), Thimister-Clermont                   | 2,3  |
| 3  | Dison N627                            | Dison, Herve (Grand-Rechain), Verviers (Petit-Rechain) | 4,5  |
| 4  | Lambermont                            | Verviers (Lambermont)                                  | 6,3  |
|    | Viaduc de Lambermont (700 m)          |                                                        | 6,9  |
| 5  | Ensival                               | Verviers (Ensival), Pepinster                          | 7,5  |
| 6  | Heusy R61                             | Verviers (Heusy, Stembert), Jalhay                     | 8,2  |
| 7  | Theux N657                            | Theux, Verviers (Heusy)                                | 11,0 |
|    | Polleur                               |                                                        | 13,1 |
|    | Viaduc de Polleur (550 m)             |                                                        | 13,8 |
| 8  | Spa B601                              | Spa, Jalhay, Eupen                                     | 17,6 |
|    | Viaduc des Croupets du Moulin (300 m) |                                                        | 17,9 |
| 9  | Sart-Jalhay N640                      | Jalhay (Sart-lez-Spa)                                  | 20,0 |
| 10 | Francorchamps N640                    | Stavelot (Francorchamps)                               | 24,6 |
|    | Francorchamps                         |                                                        | 27,7 |
|    | Viaduc de l'Eau Rouge (652,5 m)       |                                                        | 29,6 |
| 11 | Malmédy                               | Malmedy, Stavelot, Trois-Ponts                         | 33,2 |
|    | Viaduc de Bellevaux (500 m)           |                                                        | 36,7 |
| 12 | Bellevaux-Ligneuville N660            | Malmedy (Bellevaux-Ligneuville), Saint-Vith (Recht)    | 40,1 |
|    | Viaduc du Recht (550 m)               |                                                        | 40,3 |
| 13 | Recht N659                            | Saint-Vith (Recht), Amblève                            | 45,8 |
|    | Emmelserwald                          |                                                        | 48,1 |
| 14 | Sankt-Vith-Nord N670                  | Saint-Vith, Vielsalm                                   | 52,0 |
| 15 | Sankt-Vith-Süd                        | Saint-Vith (Crombach)                                  | 54,9 |
|    | Viaduc de Breitfeld (600 m)           |                                                        | 57,5 |
| 16 | Lommersweiler N646                    | Saint-Vith (Lommersweiler)                             | 58,8 |
|    | Drei Hütten                           |                                                        | 59,5 |
|    | Viaduc de l'Our (710 m)               |                                                        | 60,8 |
|    | Frontière allemande                   | Prüm, Trèves                                           | 61,4 |

## Statistiques de fréquentation
|                                            |                                         |
| Échangeur de Battice − 2 Chaineux (BK 1,6) | 10 Francorchamps − 11 Malmedy (BK 30,6) |

## Galerie d'images

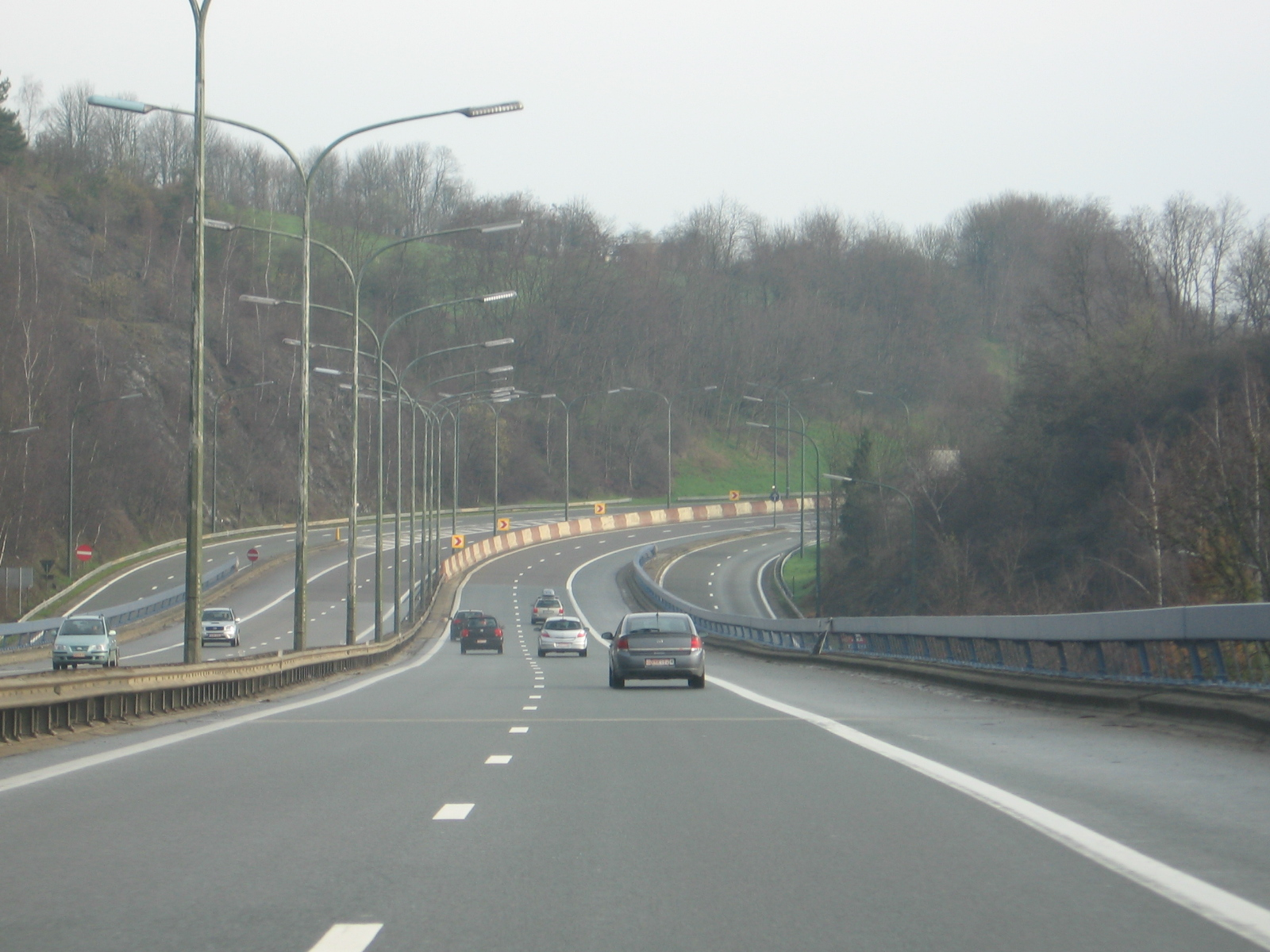
Tronçon de l'A27 au nord de Verviers.
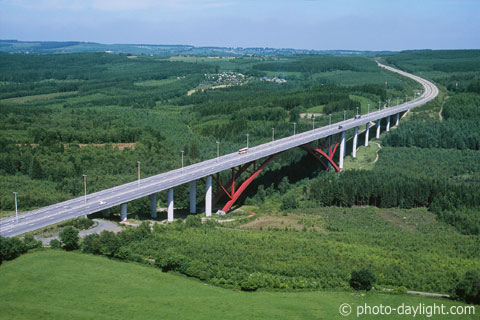
Viaduc de l'Eau Rouge.
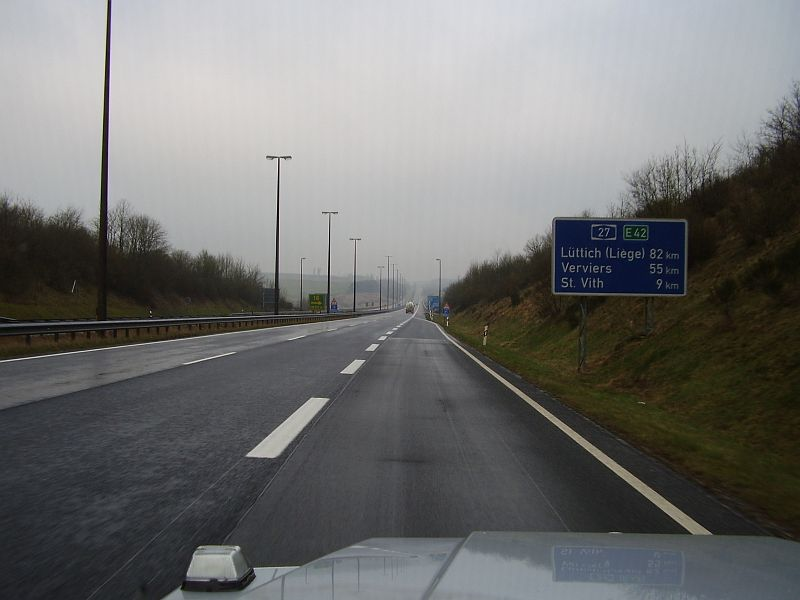
Début de l'A27 à la frontière allemande, en direction de Verviers.
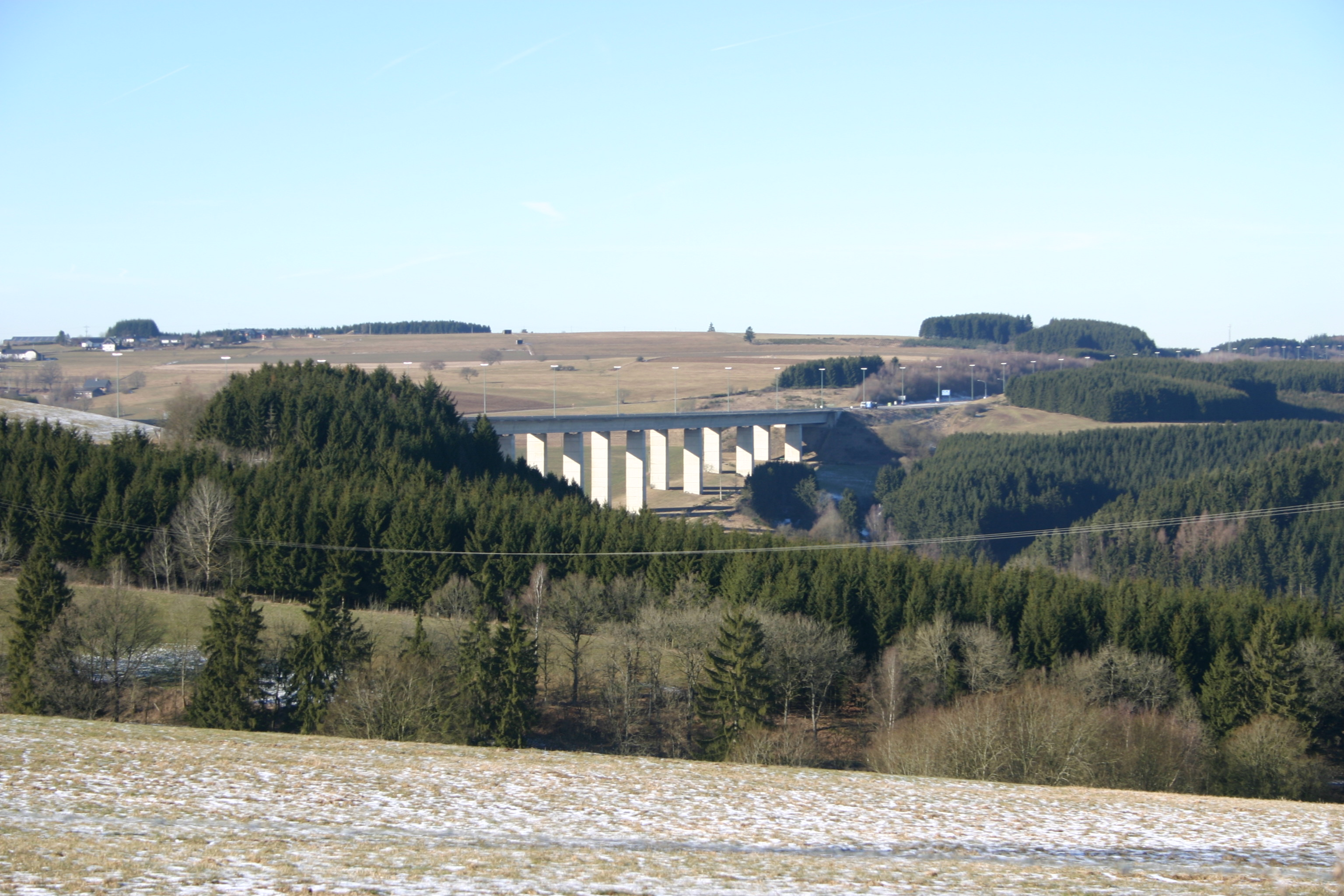
Le viaduc de l'Our (Ourtalbrücke) sert de frontière entre la Belgique et l'Allemagne.